# Ion Nicolau
Ion Nicolau ist ein rumänischer Basketballtrainer.

## Werdegang
Nicolau führte in seinem Heimatland die Damen des Vereins IEFS Bukarest in den Jahren 1975, 1976 und 1977 zum Gewinn der Landesmeisterschaft. Ab 1978 war er in Ludwigsburg in Deutschland als Trainer tätig. Er betreute die Männer des SpVgg Ludwigsburg, ab 1986 in der Basketball-Bundesliga. 1987 war Nicolau beim ersten All-Star-Spiel der Bundesliga mit der Betreuung der Südauswahl betraut. 1988 wurde Nicolau für seine Arbeit vom Stadtverband für Sport Ludwigsburg ausgezeichnet. Ab 1989 war er für einige Jahre in Frankreich als Trainer beschäftigt.
In seinem Heimatland Rumänien war er ab 1993 in der Durchführung von Trainerfortbildungen tätig und trat bei den Veranstaltungen auch selbst als Dozent auf. Er war wieder in Ludwigsburg tätig und hatte das Co-Traineramt inne, Im Spieljahr 1996/97 war Nicolau wieder Bundesliga-Trainer, betreute die BG Ludwigsburg, nachdem Peter Zechmeister die Mannschaft während des Spieljahres verlassen hatte, verpasste mit der BG jedoch den Klassenverbleib. Anschließend gab er das Amt an Peter Schomers ab. Im Laufe der Saison 2000/01 sprang Nicolau erneut als Trainer ein und übernahm die Nachfolge des nur kurzzeitig in Ludwigsburg verbleibenden Tom Schneeman. Unter Nicolau erreichten die Ludwigsburger den fünften Tabellenplatz in der 2. Bundesliga Süd. Er beendete seine Trainertätigkeit im Anschluss an das Saisonende im Jahr 2001 wieder, später war er Sportlicher Berater der Ludwigsburger Mannschaft.
2011 trat Nicolau in Rumänien im Auftrag des nationalen Basketballverbandes die Leitung eines Förderprogramms für Nachwuchsspieler unter 15 Jahren an.